# Gabriel Brizuela
Pour les articles homonymes, voir Brizuela.
Gabriel Alejandro Brizuela, né le 12 août 1979, est un coureur cycliste argentin.

## Palmarès
- 2004
  - Tour de Mendoza
- 2005
  - Criterium de Apertura
- 2006
  - 3e du Tour de Mendoza
- 2007
  - 3e de la Vuelta Chaná
- 2008
  - 7e étape du Tour de San Juan (contre-la-montre)
  - 2e du Tour de San Juan
- 2009
  - Vuelta del Este
  - Tour de Mendoza :
    - Classement général
    - 7e (contre-la-montre) et 9e étapes
- 2010
  - 3e du Tour de Mendoza
- 2011
  - 2e étape du Tour de San Rafael (contre-la-montre)
  - Prologue (contre-la-montre par équipes) et 3e étape du Tour de Mendoza
  - 3e du Tour de San Rafael
- 2012
  - 2e étape du Tour de San Rafael
  - 2e du Tour de San Rafael
- 2013
  - 2e étape de la Vuelta del Este
  - 2e étape du Tour de Mendoza
  - 3e du Tour de Mendoza
- 2015
  - Tour de Mendoza
- 2016
  - Vuelta Tupungato :
    - Classement général
    - 1re étape (contre-la-montre)

  - Vuelta de Lavalle :
    - Classement général
    - 1re étape (contre-la-montre)
- 2017
  - 1re étape de la Vuelta del Este (contre-la-montre)
  - 3e du Tour de Mendoza
  - 3e de la Vuelta del Este
- 2018
  - Vuelta Tupungato :
    - Classement général
    - 1re étape (contre-la-montre)

  - Vuelta de Lavalle :
    - Classement général
    - 1re étape (contre-la-montre)

## Classements mondiaux
| Année            | 2005 | 2006 | 2007 | 2008 |
| ---------------- | ---- | ---- | ---- | ---- |
| UCI America Tour | 166e | 226e | 159e | 370e |